# Rifugio Barmasse
Das Rifugio Barmasse  (ital.) oder Refuge Barmasse (frz.) ist eine Schutzhütte im Aostatal in den Walliser Alpen. Sie liegt in einer Höhe von 2169 m s.l.m. im Seitental Valtournenche in der Nähe des Lago di Cignana innerhalb der Gemeinde Valtournenche. Die Hütte wird von Mitte Juni bis Anfang September bewirtschaftet und bietet in dieser Zeit 24 Bergsteigern Schlafplätze.

## Aufstieg
Der Aufstieg zur Hütte beginnt im Ortsteil Valmartin (1495 m) und führt über einen Teil des Höhenwegs Nr. 1 des Aostatals zum künstlich aufgestauten Tsignana-See (2158 m). Nur unweit am anderen Ende der Staumauer liegt die Barmasse-Schutzhütte, die man in ca. 1½ Stunden erreicht.

## Geschichte
Die Schutzhütte wurde im Jahr 1965 eingeweiht. Benannt ist sie nach dem Erbauer und früheren Eigner.

## Tourenmöglichkeiten
Von der Barmasse-Schutzhütte können das Gilliarey Heiligtum (2174 m), der Mont Pancherot (2614 m), die Balanselmo-Seen (2740 m) sowie die Cortina-Seen (2083 m) erreicht werden.

### Übergänge
- Übergang zum Rifugio Oratorio di Cunéy (2652 m) über die Pässe Fenêtre de Tzan (2736 m) und Fenêtre d'Ersa (2290 m).
- Übergang zum Rifugio Perucca-Vuillermoz (2909 m)
- Übergang zum Rifugio Prarayer (2005 m) über den Colle di Valcornera (3066 m).
- Übergang zur Manenti-Biwakschachtel (2789 m).
- Übergang zur Tzan-Biwakschachtel (2459 m) am Tzan-See.
- Übergang zur Rivolta-Biwakschachtel (2900 m) am Fort-Pass.

### Gipfeltouren
Folgende Gipfel können von der Hütte erreicht werden:
- Château des Dames – 3488 m
- Pointe des Fontanelles – 3384 m
- Dôme de Tzan – 3351 m
- Pointe Tzan – 3320 m
- Pointe de Balanselmo – 3318 m